# Seututie 659
Pour les articles homonymes, voir Route 659.
La route régionale 659 (finnois : Seututie 659) est une route régionale allant de Viitasaari jusqu'à Konnevesi en Finlande,,.

## Présentation
La seututie 659 est une route régionale de Finlande centrale et d'Ostrobotnie du Sud.